# Llúcia Bartre
Llúcia Bartre, en francès Lucie Bartre (Illa, 1881 - 1977), fou una escriptora comediògrafa nord-catalana. Fou autora de set volums de comèdies de costums, d'entremesos i de sainets d'inspiració popular: Primers passos (1931), El testament de l'oncle Pone, Retalls (1933), Flors d'argelac (1934), Rialles (1942), Els set pecats capitals (1948), etc. Publicà també dues obres en francès.
En els Jocs Florals dels anys 1948 i 1949 obtingué el premi "Emili Vilanova" de teatre per les obres Les fades del Rosselló i Flors d'argelac. La seva població natal li dedicà un carrer en homenatge.

## Obres

### En català
- Primers passos. Les Bugaderes, la Belota se casa, les Xipoteres[4]
- El Testament de l'oncle Pone. Comédie en deux actes[5]
- Retalls[6]
- Flors d'argelag. Comèdies[7]
- Bartranades. Comèdies[8]
- Rialles. Comèdies[9]
- Els Set pecats capitals[10]
- La pastoral de l'infant Jesus[11]

### En francès
- Fleurs du Roussillon, comédies traduites du catalan[12]
- Garbe de comédies: traduites du catalan[13]